# Macroprotodon cucullatus
Macroprotodon cucullatus là một loài rắn trong họ Rắn nước. Loài này được Geoffroy De St-Hilaire mô tả khoa học đầu tiên năm 1827.